# 佐洛圣拉斯洛
佐洛圣拉斯洛（匈牙利語：Zalaszentlászló）匈牙利佐洛州所辖的一个村，总面积19.67平方公里，总人口853，人口密度43.4人/平方公里（2010年1月1日）。